# Agnieszka Kowal
Agnieszka Kowal (ur. 1979) – polska samorządowiec, z wykształcenia historyk, w latach 2003–2004 członek zarządu województwa lubelskiego II kadencji.

## Życiorys
Pochodzi z Bystrzycy. W lutym 2003 ukończyła studia historyczne na Katolickim Uniwersytecie Lubelskim Jana Pawła II. 
W 2002 zaangażowała się w działalność polityczną w ramach Samoobrony, przewodniczyła strukturom Ogólnopolskiej Młodzieżowej Organizacji Samoobrony RP w województwie lubelskim. W 2002 wybrana radną sejmiku lubelskiego. W kolejnym roku została wykluczona z partii, następnie przystąpiła do Stowarzyszenia Rozwoju Regionalnego Lubelszczyzny „Rozwój” (działała w sejmikowym klubie Porozumienie Lubelskie, skupiającym byłych i aktualnych radnych Samoobrony). 14 lipca 2003 powołana na stanowisko członka zarządu województwa lubelskiego w ramach koalicji z SLD i PSL. Została odwołana ze stanowiska 8 listopada 2004 po skonfliktowaniu się z pozostałymi członkami zarządu. W 2006 nie kandydowała ponownie do sejmiku.
W 2007 wyjechała do Włoch, gdzie podjęła pracę. Oskarżała w mediach Stanisława Łyżwińskiego i Andrzeja Leppera o molestowanie działaczek Samoobrony.